# 埃塞奥萨·德萨卢
埃塞奥萨·德萨卢（義大利語：Fausto Desalu，1994年2月19日—），尼日利亚裔意大利男子田径运动员。他曾代表意大利参加2016年和2020年夏季奥林匹克运动会田径比赛。获得2020年夏季奥林匹克运动会田径男子4×100米接力比赛金牌。